# Seelische Grausamkeit
Seelische Grausamkeit ist ein Schweizer Spielfilmdrama aus dem Jahre 1961 von und mit Hannes Schmidhauser.

## Handlung
Die Geschichte spielt vor und in einem Gerichtssaal, in dem die Scheidung zweier noch junger Ehepartner anhängig ist, und wird überwiegend in Rückblenden erzählt.
An einem Sommermorgen wird die Eröffnung der Verhandlung im Zürcher Amtsgericht für 8 Uhr avisiert. Zur Verhandlung steht die Scheidungssache Marlene Faber und Nick Merk wegen „seelischer Grausamkeit“. Das Paar hatte erst im vorangegangenen Jahr geheiratet. Da sich der Prozessbeginn ein wenig verzögert, haben beide junge Leute wie all die anderen Noch-Paare, die vor den Verhandlungssaaltüren auf ihre Entscheidung warten, Gelegenheit, noch einmal ihre Ehe Revue passieren zu lassen und darüber zu philosophieren, woran man letztlich gescheitert ist. In Rückblenden werden Szenen einer Ehe aufgezeigt, die Stationen vom Honeymoon über die ersten Zwistigkeiten bis hin zu den tiefen Gräben, die die Ehe an den Rand des Scheiterns gebracht haben.
Im Fall von Marlene Faber liegt die Sache wie folgt: Marlene entstammt einer wohlhabenden Familie mit Villa und prachtvollem Grundstück. Das Mädchen wurde stets verhätschelt und verwöhnt, sie kennt es von daheim nicht anders. Ihre Freizeit und ihre Hobbys zählen mehr als ihr Lebensgefährte Nick. Der wiederum hat eine gänzlich unterschiedliche Sozialisation erfahren. Seine Eltern waren nicht reich, vielmehr entstammt er einem Proletarier- und Bohème-Milieu. Er ist auch als junger Erwachsener nicht wirklich erwachsen geworden und zeigt in seinem Verhalten bisweilen kindische Züge auf. Der Frauenheld steckt, trotz Bindung zu seiner Liebsten, noch immer in ihm. Um 9 Uhr treten beide endlich vor den Richter. Man zeigt sich unentschlossen, auch wenn der Richter ihnen eine Trennung nahelegt. Noch können Marlene und Nick darüber nachdenken, fortan ihr Verhalten zu verändern und ihrer Ehe eine neue Chance geben.

## Produktionsnotizen
Seelische Grausamkeit wurde ab dem 17. Juli 1961 in Wallisellen (Studio) und in Zürich-Niederdorf und am Zürichberg gedreht. Die Dreharbeiten endeten bereits im Monat darauf. Die Uraufführung fand am 15. Februar 1962 statt. In Deutschland lief der Streifen am 5. November 1963 an.
Für den Filmarchitekten Fritz Butz bedeutete Seelische Grausamkeit nach 19 Jahren Abwesenheit seine Rückkehr zum Kino. Es sollte sein letzter Szenenbildentwurf für die große Leinwand bleiben.

## Kritiken
„Seelische Grausamkeit ist der erste Versuch, mit Methoden, Schemata und Gewohnheiten der letzten Jahrzehnte zu brechen; er verdient, trotz seiner Unzulänglichkeiten zusammen mit Rosen auf Pump zu den Pionierwerken gezählt zu werden, die den ‚neuen Schweizer Film‘ ankündigen: das Autorenkino der Jahre 1960–70. (…) Wenn Seelische Grausamkeit nicht die erhoffte Wirkung hat, liegt dies weniger an Schmidhausers Versagen als Regisseur als an seiner Inkonsequenz als Drehbuchautor: den Personen fehlt es an Tiefe, die Eltern der Ehepartner stammen aus dem Boulevardtheater und die modische Note (schwarze Jacken und ausschweifende Partys) erweckt den ärgerlichen Eindruck, dass die alten Stereotypen bloss durch neue ersetzt werden. Was bleibt, sind bewundernswerte Aufnahmen von Otto Ritter (aus seinem Dokumentarfilmghetto herausgeholt), die durch ihren Schattierungsreichtum  und ihre lyrische Atmosphäre bestechen sowie die eindrucksvolle und elegante Jazz-Partitur (Georges Gruntz). Die Bilanz ist somit nicht wirklich negativ.“

Paimann’s Filmlisten resümierte: „Ein junges Ehepaar wartet auf die Scheidungsverhandlung. (…) Dies wird in einer abendfüllenden Rückblende in seinem Ab-und-Auf der Gefühle lebensecht, aber undramatisch vorgetragen; von seriösen Schweizer Darstellern, die nur in einigen „Süßen-Leben“-Komplexen aus der Façon kommen.“
Im Lexikon des internationalen Films heißt es: „Ein junges Paar, das im Gericht auf die Scheidung wartet, erlebt noch einmal seine Ehe: Sie mußte scheitern, weil Ehe mehr ist als Egoismus zu zweit. Da eine Analyse der tieferen Ursachen unterbleibt, kann der Film sein Ziel, die Scheidung als Lösung für Eheschwierigkeiten in Frage zu stellen, nicht erreichen. Schon das Buch, aber auch Regie und Darstellung sind unzulänglich.“